# Phyllophaga rangelana
Phyllophaga rangelana är en skalbaggsart som beskrevs av Chapin 1935. Phyllophaga rangelana ingår i släktet Phyllophaga och familjen Melolonthidae. Inga underarter finns listade i Catalogue of Life.